# Philip George Chadwick
Philip George Chadwick – angielski pisarz. W wieku 21 lat walczył w okopach I wojny światowej. Był członkiem Towarzystwa Fabiańskiego („Fabian Society”) – odrzucającej przemoc i rewolucję organizacji socjalistycznej.
Jego jedyną opublikowaną książką jest The Death Guard (Gwardia Śmierci), w której opowiada o zniszczeniu Anglii przez wyprodukowaną przez totalitarny rząd armię sztucznie stworzonych żołnierzy. Jak pisze A. Pechmann w Bibliotece utraconych książek: „Napisał obszerną powieść, przeobrażając w niej swoje doświadczenia wojenne w zatrważającą wizję przyszłości.”
Książka wydana została na początku II wojny światowej, lecz cały nakład spłonął, gdy magazyn wydawnictwa został trafiony podczas niemieckich nalotów. Po tym incydencie książka uchodziła za zaginioną aż do 1991 roku, kiedy odnalazł się jeden ocalały egzemplarz.